# Артър Ракъм
Артър Ракъм (на английски: Arthur Rackham) е британски илюстратор на книги. Илюстрирал е много от класическите приказки и други фантастични творби. Неговите въздействащи илюстрации са вдъхновение за редица съвременни художници.

## Биография
Ракъм е роден на 19 септември 1867 г. в Лондон, в семейство с 12 деца. На 18-годишна възраст работи като чиновник в Уестминстърската пожарна служба и започва да учи във вечерното училище за изкуства „Ламбет“ (Lambeth School of Art).
През 1892 г. напуска службата си и започва работа за The Westminster Budget като репортер и илюстратор. През 1893 г. са публикувани за първи път негови илюстрации за книга (To the Other Side на Томас Роудс).
През 1903 г. се жени за Едит Старки, художничка, с която имат дъщеря Барбара, родена през 1908 г.
Ракъм печели златен медал на Международната изложба в Милано през 1906 г. и още един от Международното изложение в Барселона през 1912 г. Негови произведения са включвани в многобройни изложби, включително в Лувъра в Париж през 1914 г.
Художникът умира от рак в дома си в Лимпсфилд, Съри, през 1939 г.

## Значими творби
Сред особено известните произведения, илюстрирани от Ракъм са:
- Приказки на братя Грим (1900; преработено издание 1909)
- Приключенията на Гъливер на Джонатан Суифт (1900; преработено издание 1909)
- Рип Ван Уинкъл на Уошингтън Ървинг (1905)
- Питър Пан на Джеймс Матю Бари (1906; ново допълнено издание 1912)
- Алиса в Страната на чудесата на Луис Карол (1907)
- Сън в лятна нощ на Уилям Шекспир (1908)
- Рейнско злато и Валкирия на Рихард Вагнер (1910)
- Зигфрид и Залезът на боговете на Вагнер (1911)
- Басни на Езоп (1912)
- Приказките на Майка Гъска (1913)
- Коледна песен на Чарлз Дикенс (1915)
- Пепеляшка (1919)
- Спящата красавица (1920)
- Комус на Джон Милтън (1922)
- Бурята на Уилям Шекспир (1926)
- Приказки на Ханс Кристиан Андерсен (1932)
- Шумът на върбите на Кенет Греъм (посмъртно издадена през 1940 в САЩ, 1950 във Великобритания)

## Галерия
- Илюстрации на Артър Ракъм
- към приказката „Джак и бобеното стъбло“
- към приказката „Трите мечки“
- към „Зигфрид“ на Вагнер
- към „Алиса в Страната на чудесата“
- към „Рейнско злато“
- към „Пепеляшка“